# Acanthodelta lunulata
Acanthodelta lunulata är en fjärilsart som beskrevs av Embrik Strand 1914. Acanthodelta lunulata ingår i släktet Acanthodelta och familjen nattflyn. Inga underarter finns listade i Catalogue of Life.